# Дільниця Звягель I — Шепетівка Південно-Західної залізниці
Дільниця Звягель I — Шепетівка — дільниця Південно-Західної залізниці. З'єднує місто Звягель із шепетівським вузлом. Довжина дільниці — 63 км. На дільниці розташовані, окрім двох транзитних пунктів, 5 роздільних і 5 зупинних пунктів.
Дільниця збудована 1916 року (станція Шепетівка — 1873). У 2006 році електрифікована. Дільниця одноколійна від станції Звягель I до станції Майдан-Вила, двоколійна від станції Майдан-Вила до станції Шепетівка. Є частиною дільниці швидкісного руху Львів — Красне — Шепетівка — Коростень — Київ.

## Історія
1 (13) березня 1873 року була відкрита залізниця Бердичів — Кривин, на якій відкрилася станція Шепетівка.
У 1915 році на лінії Шепетівка — Старокостянтинів відкрилася станція Шепетівка II, а станція Шепетівка змінила назву на Шепетівка I. У другій половині XX століття ст. Шепетівка II змінила назву на Шепетівка-Подільська, а станції Шепетівка I повернули назву Шепетівка.
У 1916 році збудована лінія Шепетівка — Коростень — Калинковичі, в складі якої була дільниця Шепетівка — Новоград-Волинський, на якій відкрилися станції Майдан-Вила, Колодянка і Новоград-Волинський.
У 1932 році відкрилася станція Радулино на перегоні Майдан-Вила — Колодянка і зупинний пункт Орепи на перегоні Колодянка — Новоград-Волинський (пізніше перетворений на роз'їзд, зараз — станція).
У 1937 році на дільниці Новоград-Волинський — Житомир відкрилася станція Новоград-Волинський II, а станція Новоград-Волинський була перейменована на Новоград-Волинський I.
У 1958 році на перегоні Шепетівка — Майдан-Вила відкрився зупинний пункт Савичі.
У 1964 році в складі дільниці Фастів I — Козятин-Тов. — Здолбунів була електрифікована станція Шепетівка.
У 1980-ті роки відкритий пост Жлобинський (зараз — Пост Жлобинський).
У 2000-ні роки відкрито зупинні пункти Наливна, Мирославль, Дубіївка, 4 км.
У 2006 році дільниця електрифікована.
У 2022 році станція Новоград-Волинський I перейменована на Звягель I.

## Транзитні, роздільні і зупинні пункти на дільниці
| Назва                                        | Тип        | Фото | Відкритий | Відстані до ТП | Відстані до ТП | Код Експрес-3 | Код ЄМР |
| Назва                                        | Тип        | Фото | Відкритий | Звягель I      | Шепетівка      | Код Експрес-3 | Код ЄМР |
| -------------------------------------------- | ---------- | ---- | --------- | -------------- | -------------- | ------------- | ------- |
| Коростенська дирекція залізничних перевезень |            |      |           |                |                |               |         |
| Звягель I                                    | станція    |      | 1916      | 0              | 63             | 2200130       | 348002  |
| Наливна                                      | зуп. пункт |      | 2000-ні   | 6              | 57             | 2200379       | 347993  |
| Орепи                                        | станція    |      | 1932      | 11             | 52             | 2200135       | 347921  |
| Колодянка                                    | станція    |      | 1916      | 21             | 42             | 2200136       | 348801  |
| Мирославль                                   | зуп. пункт |      | 2011      | 26             | 37             | 2200437       | 347936  |
| Радулино                                     | станція    |      | 1932      | 31             | 32             | 2200137       | 347902  |
| Дубіївка                                     | зуп. пункт |      | 2011      | 36             | 27             | 2200436       | 347813  |
| Майдан-Вила                                  | станція    |      | 1916      | 41             | 22             | 2200138       | 347809  |
| Козятинська дирекція залізничних перевезень  |            |      |           |                |                |               |         |
| Савичі                                       | зуп. пункт |      | 1958      | 51             | 12             | 2200285       | 340053  |
| Пост Жлобинський                             | пост       |      | 2007      | 58             | 5              | 2200408       | 340068  |
| 4 км                                         | зуп. пункт |      | 2000-ні   | 59             | 4              | …             | 340049  |
| Шепетівка                                    | станція    |      | 1873      | 63             | 0              | 2200220       | 340000  |